# 鳥モツ
鳥モツとは、ニワトリのもつ（内臓肉）のこと。「キンカン」とも呼ばれる未産卵なども含まれる。鶏肉も参照のこと。
および、ニワトリの内臓肉を煮込んだ料理「鳥もつ煮」のこと。
日本では農林水産省の定めた食鶏小売規格において、モツを「可食内臓」としている。

## 郷土料理
- 美唄焼き鳥 - 北海道。鶏肉と鶏モツをタマネギで挟み、一つの串に刺した焼き鳥。
- 甲府鳥もつ煮 - 山梨県。鳥モツを砂糖と醤油で照り煮した料理。
- 塩川鳥モツ - 福島県。内臓肉ではなく、ニワトリの皮を用いた料理。
- パットクルアンナイガイ（タイ語: ผัดเครื่องในไก่） - タイ料理。鶏モツ炒め。